# Krymka

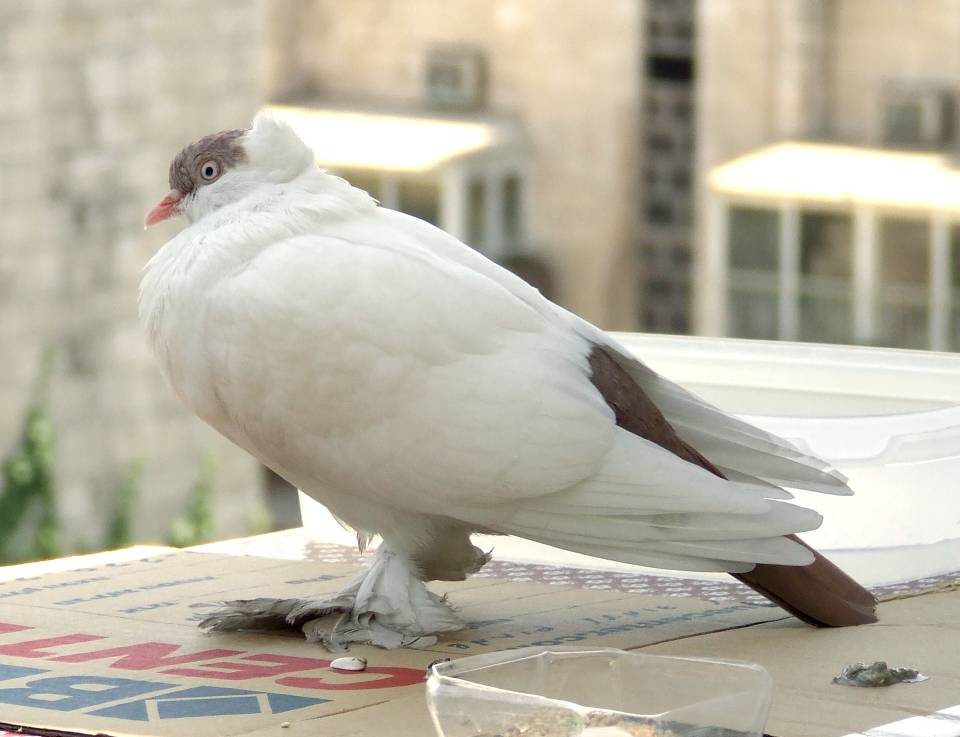
Polská krymka rousná modrá

Krymka je označení pro několik příbuzných plemen holuba domácího. Jsou charakteristické svým zbarvením: opeření je převážně bílé, jen hlava a ocas jsou barevné. Přechody mezi barvami jsou ostře ohraničené a na hlavě barevné rozhraní prochází od koutků zobáků středem očí do záhlaví. Krymky patří mezi rejdiče, jsou to holubi menšího tělesného rámce, k letovému sportu se nepoužívají, převažuje u nich exteriérový směr šlechtění. Krymka je staré plemeno, chované po celém světě, rozpadá se do množství národních a krajových rázů, často uznaných jako plemeno samostatné.
Většina krymek je středozobých, polská krymka je spíše dlouhozobá. Krátkozobá krymka se nazývá kalot. Krymky jsou hojně chované ve státech Ruské federace, kde se označují jménem monach, tedy mnich.  V češtině však mniší kresba označuje holuba, jehož opeření je převážně barevné, s bílou hlavou, letkami a ocasem.

## Plemena jeptišek v seznamu EE

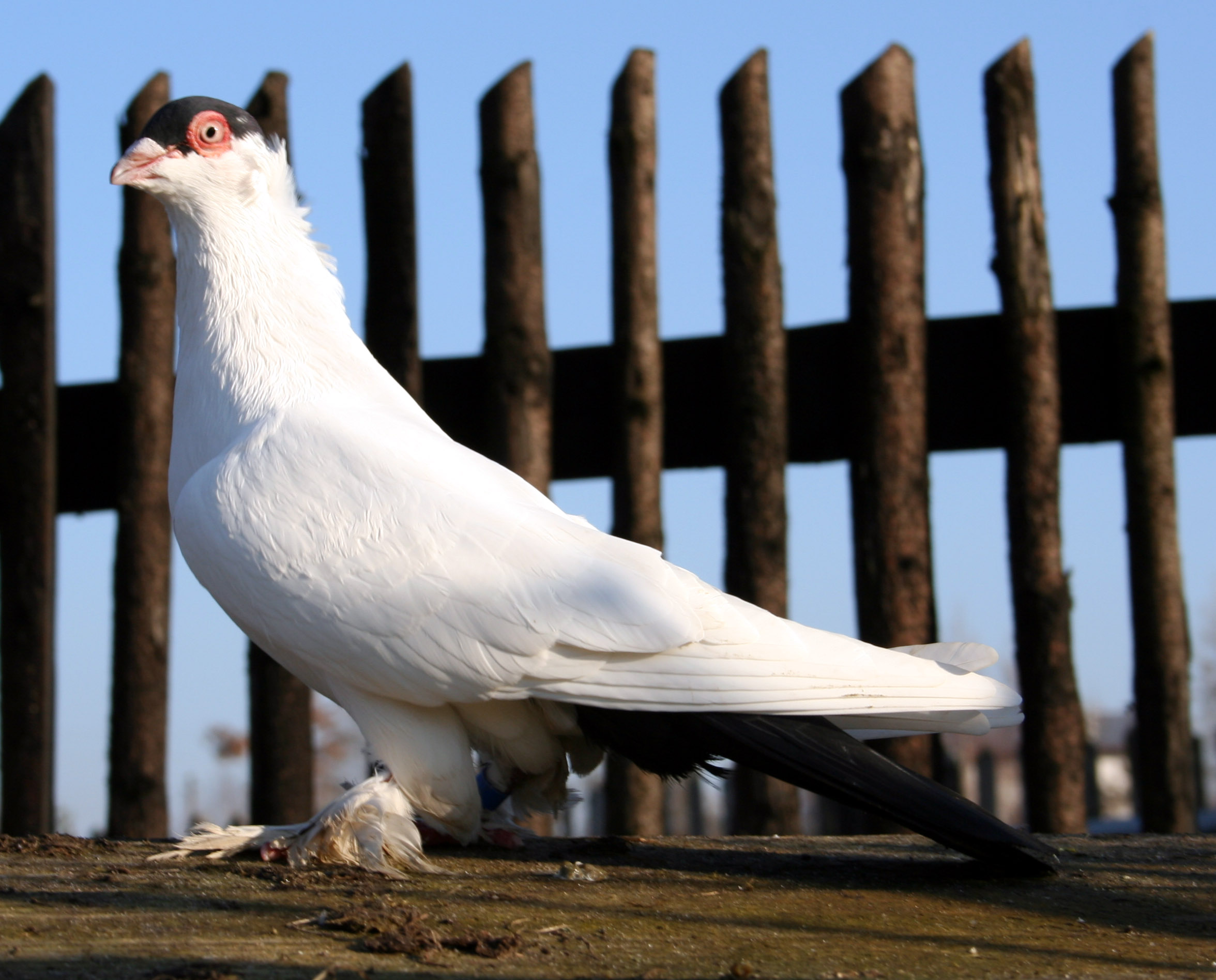
Bialostocká krymka rousná černá

V seznamu plemen holubů EE spadají krymky do plemenné skupiny rejdičů a vysokoletců. Krátkozobá krymka je v Česku nazývána kalot, v seznamu EE je zařazen pod číslem 0900.
| číslo EE | název plemene      | země původu |
| -------- | ------------------ | ----------- |
| 0971     | Francouzská krymka | Francie     |
| 0825     | Holandská krymka   | Nizozemsko  |
| 0934     | Polská krymka      | Polsko      |
| 0935     | Bialostocká krymka | Polsko      |